# Trichechus
Trichechus Linnaeus, 1758 è un genere di mammiferi acquatici di grandi dimensioni, comunemente noti come lamantini. È l'unico genere della famiglia dei Trichechidi (Trichechidae). Non rientra in questo raggruppamento il tricheco (Odobenus rosmarus), pinnipede della famiglia degli Odobenidi.

## Etimologia
Il nome scientifico Trichechus deriva dal greco antico θρίξ?, thríx ("pelo") e ἔχω, échō ("[io] ho").

## Descrizione
I Trichechidi differiscono dai Dugongidi principalmente per la mancanza della terza vertebra cervicale, caratteristica che li rende gli unici mammiferi, assieme ai bradipi didattili, ad avere solo sei vertebre cervicali. Altri caratteri distintivi sono la posizione più avanzata delle narici, l'assenza di incisivi funzionali e la forma tondeggiante della pinna caudale. Le code dei lamantini sono a forma di racchetta, mentre quelle dei dugonghi sono biforcute. La loro alimentazione è di tipo erbivoro e trascorrono la maggior parte del loro tempo pascolando nelle acque paludose.
Una caratteristica unica dei lamantini (tra i mammiferi) è la continua sostituzione dei denti molari. Gli esemplari adulti non hanno incisivi né canini, ma solo una particolare serie di denti non chiaramente differenziati in molari e premolari. Unici tra tutte le specie mammifere, essi sono di sostituzione continua, lungo tutto l'arco della vita: i denti in crescita nella parte posteriore della cavità orale fanno muovere verso la parte mediale della dentatura i denti più vecchi, fino a che cadono. In genere in un lamantino non si contano più di sei denti in un determinato momento.
In media il peso del lamantino è di 400-500 kg, la lunghezza di 2,8-3,0 m, con massimi di 3,6 metri e 1775 kg, considerando che gli esemplari femmina tendono ad avere maggiori dimensioni. Alla nascita, un lamantino pesa all'incirca 30 kg.
Come i cavalli, i lamantini sono provvisti di uno stomaco semplice; in compenso hanno un grande cieco, attraverso il quale riescono a digerire i vegetali più complessi. L'intestino del lamantino risulta di dimensioni insolitamente grandi per un animale della sua stazza.

## Biologia
I dati a disposizione sui lamantini derivano da ricerche effettuate unicamente negli Stati Uniti d'America, in Florida, per cui non possono ritenersi allo stesso modo validi per le altre varietà di lamantini presenti sul pianeta. La velocità di un lamantino va dai 5 agli 8 km/h.

### Alimentazione
I lamantini hanno un'alimentazione principalmente erbivora, trascorrono la maggior parte del loro tempo a pascolo in acque di profondità di uno o due metri. Si cibano di oltre 60 differenti specie di piante di mangrovia come foglie, erbe acquatiche e alcune tipologie di alghe, facendo uso delle loro labbra superiori. Un lamantino adulto mangia quotidianamente fino al 9% del suo peso corporeo, equivalente a circa 50 kg.

## Tassonomia
Il genere comprende le seguenti specie:
- Trichechus senegalensis
- Trichechus manatus
- Trichechus inunguis

## Distribuzione e habitat
I lamantini vivono in aree costiere poco profonde o paludose dell'America e dell'Africa; sono inoltre presenti nel Mare Caraibico.
Una delle specie (Trichechus senegalensis) popola la costa africana occidentale, un'altra (Trichechus inunguis) si trova sulla costa orientale del Sud America, e una terza (Trichechus manatus) nelle Indie occidentali, cioè nel Mare Caraibico. Il lamantino della Florida è considerato da alcuni una specie distinta, ma ITIS lo considera come una sottospecie del T. manatus, e questa è oggi la posizione prevalente. Può raggiungere i 4,5 metri o più di lunghezza, e vive sia in acqua dolce che salata. Un tempo veniva cacciato per ricavarne olio o per le carni, ma oggi viene protetto.
Il lamantino delle Indie Occidentali è una specie a rischio di estinzione. Sebbene non abbia nessun predatore naturale, l'espansione delle attività umane ha ridotto il suo habitat naturale alle sole zone paludose costiere, e molti lamantini rimangono feriti dai motori dei fuoribordo. Spesso capita che i lamantini ingeriscano materiale da pesca (ganci, pesi, etc.) mentre si cibano. Questi corpi estranei non sembrano arrecare loro disturbi, a eccezione dei fili di nylon e delle stringhe. Questi ultimi possono rimanere incastrati nell'apparato digestivo dell'animale, provocandone lentamente la morte.
Nel 2008 lo zoologo brasiliano Marc van Roosmalen ha comunicato la scoperta, nelle acque del fiume Aripuanã, affluente del Rio delle Amazzoni, di una nuova specie, da lui battezzata Trichecus pigmaeus, di dimensioni minori rispetto a T. inunguis. Analisi sul DNA di tale presunta nuova specie hanno dimostrato trattarsi di forme immature di T. inunguis.